# Hagenbuch
Hagenbuch é uma comuna da Suíça, no Cantão Zurique, com cerca de 1.073 habitantes. Estende-se por uma área de 8,17 km², de densidade populacional de 131 hab/km². Confina com as seguintes comunas: Aadorf (TG), Bertschikon, Elgg, Frauenfeld (TG).
A língua oficial nesta comuna é o Alemão.